# Leszczyny (województwo podkarpackie)
Leszczyny – wieś w Polsce położona w województwie podkarpackim, w powiecie przemyskim, w gminie Fredropol.
Administracyjnie wieś jest częścią sołectwa Makowa.
We wsi istnieje drewniana cerkiew greckokatolicka pw. św. Mikołaja, zbudowana w 1886 w miejscu wcześniejszej, z 1816. Obecnie cerkiew użytkowana jest jako kościół filialny parafii w Kalwarii Pacławskiej. 
W II Rzeczypospolitej wieś położona powiecie dobromilskim województwa lwowskiego. W 1945  nacjonaliści ukraińscy z OUN-UPA zamordowali tu 4 Polaków i 1 Ukraińca.
W latach 1975–1998 miejscowość administracyjnie należała do województwa przemyskiego.

## Demografia
- 1785 – 155 grekokatolików, 10 rzymskich katolików, 5 żydów
- 1840 – 220 grekokatolików
- 1859 – 190 grekokatolików
- 1879 – 196 grekokatolików
- 1899 – 224 grekokatolików
- 1926 – 281 grekokatolików
- 1938 – 296 grekokatolików